# Il fanciullo e il fiume
Il fanciullo e il fiume (L'enfant et la rivière) è un romanzo di formazione scritto da Henri Bosco e pubblicato nel 1945.

## Trama
Il romanzo racconta la storia di Pascalet, un bambino che trascorre la sua infanzia in piena campagna con i genitori e con la zia Martine. Tutto di quel paesaggio immerso nel verde e circondato dai campi lo annoia, ad eccezione del fiume che scorre vicino a casa sua.I genitori e la zia però lo obbligano a stare lontano da quel corso d'acqua perché pericoloso. Pascalet è attratto dal fiume e vorrebbe conoscerlo in ogni sua parte come Bargabot, un bracconiere che spesso fa visita alla sua famiglia. Un giorno, approfittando dell'assenza dei genitori, Pascalet infrange il divieto e si reca al fiume senza dire nulla alla zia. All'improvviso però la barca sulla quale viaggia va alla deriva e il bambino si ritrova su un'isola selvaggia dove incontra Gatzo, un bambino che è stato rapito dagli zingari. Pascalet libera immediatamente Gatzo e i due fuggono a bordo di un'imbarcazione: da questo momento i due amici potranno contare solamente sulle loro forze. Restano in balia del fiume per qualche giorno, quando una sera decidono di dormire vicino alle sponde di un'isola; durante la notte Pascalet non riesce a riposare e sente dei passi : si tratta di Hyacinthe, una bambina che avverte i ragazzi che tutti li stanno cercando. I due si recano al villaggio di Hyancinthe dove Pascalet incontra Bargabot che lo riconduce a casa e dove Gatzo riabbraccia il vecchio nonno, Savinien, che fa il burattinaio. Una volta rientrato a casa Pascalet ricade nella noia e pensa continuamente al ragazzo conosciuto durante quell'esperienza. I due amici si ritroveranno poi un anno dopo a rivivere insieme per via dell'improvvisa morte del nonno di Gatzo, il mangiafuoco Savinien e la conseguente adozione di Gatzo da parte della famiglia di Pascalet.

## Temi dominanti
- La casa: la casa in cui vive Pascalet con i genitori e la zia Martine è una piccola abitazione immersa nel verde e circondata dai campi ed è il luogo della protezione; Gilbert Durand (in "Le strutture antropologiche dell'immaginario") sottolinea infatti l'isomorfismo della casa con il ventre materno. Nel romanzo essa è anche un luogo in cui Pascalet si annoia. Al contrario, per Tante Martine, la casa è il luogo in cui può liberare le sue energie. In questo senso essa è intesa come il luogo del proprio io: per il bambino è un luogo monotono, da cui sognare grandi avventure (evidente è la diversità fra la stabilità dell'abitazione e la mobilità del fiume che lo attira tanto), mentre la zia sente di potervisi esprimere totalmente e vi si muove con agilità per sentirsi pienamente se stessa. Nel romanzo compare anche la dimora sull'acqua, simbolo tipico dell'immaginazione (Pascalet e Gatzo riposano infatti per molte notti adagiati sulla piccola barca con cui sono fuggiti): essa ha la forma di un guscio protettore, come si evince anche dalla sua etimologia (da arca "cofano", arceo "contengo" e arcanum "segreto"), mentre la corrente del fiume rievoca il ritmo della ninna nanna (la barca diventa quindi una culla). Bachelard, notando come la barca sia tipicamente usata per accentuare il carattere drammatico e la peripezia del viaggio, si chiede se la morte non sia alla base di ogni avventura marittima, partendo dalla simbologia del traghettatore delle anime fino a quella del vascello fantasma.

- I quattro elementi: i quattro elementi, ossia terra, aria, fuoco e acqua vengono ripresi più volte nel libro e Pascalet ne fa una descrizione particolare nel momento in cui si trova con Gatzo sul fiume: nelle pagine 51 e 52 : Pascalet definisce infatti l'acqua come il loro suolo naturale, la terra è sempre più distante da loro, ma allo stesso tempo abbraccia il fiume , l'aria da dove arrivano il vento, gli uccelli e gli insetti è il luogo in cui le nuvole si muovono liberamente e infine il fuoco che è l'elemento che riscalda e che rassicura; questo elemento lo si ritrova anche nella figura del mangiafuoco Savinien.

La simbologia del fuoco, come nota Gilbert Durand è molto complessa: in primo luogo esso è fuoco purificatore e di elevazione, in una accezione pienamente positiva, come lo si ritrova in questo romanzo di Bosco. Esso richiama il corpo celeste, luminoso e rassicurante, allontana l'uomo dalla condizione animale ed ha potere apotropaico. Con il suo fulgore richiama la forte luce divina e dunque trasmette un senso di pace, facendo sentire i due ragazzi più al sicuro. Ma, nel momento in cui viene acceso, il fumo può rivelare la posizione dei fuggiaschi, che quindi d'altra parte lo temono (aspetto negativo del fuoco). 
- Il fiume: è l'elemento che permette al protagonista di evadere dalla noia quotidiana e che lo porta a compiere un viaggio iniziatico in cui supera numerosi ostacoli che lo arricchiscono; il viaggio infatti lo cambierà e lo renderà più maturo. Il fiume non è visto solamente come un mezzo di passaggio per spostarsi da un luogo all'altro, consentendo di conoscere paesaggi mai visti prima, come l'isola e la cattedrale Notre-Dame des eaux dormantes, ma è anche una figura della vita.

- L'acqua: all'interno del libro troviamo diversi tipi di acqua :

le acque stagnanti (o les eaux dormantes):  i due protagonisti si ritrovano a vivere per dieci giorni in un braccio morto di fiume dove l'acqua era appunto stagnante; questo tratto di fiume  è prossimo all'isola sulla quale si trova Notre-Dame-des-Eaux-Dormantes. Queste acque erano ferme e misteriose e incantavano Pascalet. 
Nelle acque stagnanti i due ragazzi vivono nell'oblio e nell'incoscienza. 
L'acqua nera, che Bachelard inserisce nei simboli notturni, è inquietante ed ha un carattere eracliteo: simboleggia il divenire idrico, ovvero il viaggio senza ritorno e dunque la morte. In quanto simbolo del divenire l'acqua notturna è legata allo scorrere del tempo ed arriva a simboleggiare il tempo stesso. L'acqua spessa di cui parla Gilbert Durand ne "Le figure antropologiche dell'immaginario" è anch'essa un simbolo notturno, in quanto è sotto la spinta delle costellazioni che quest'elemento, la cui caratteristica primaria sarebbe la limpidezza, arriva ad ispessirsi. L'acqua spessa è allo stesso tempo inquietante e incantatrice, in quanto dando impressione di solidità, pare costituita da diversi toni di colori, che ammaliano chi guarda. Tuttavia, quest'acqua scura e spessa è anche fonte di inquietudine, per via del suo legame simbolico con il sangue.
L'acqua diurna: è l'acqua limpida e cristallina , tanto che viene paragonata a uno specchio nel quale si riflette il cielo. 
Infatti, è da notare il legame simbolico tra acqua e specchio: tramite il riflesso l'acqua, come lo specchio, dà origine a doppi e, grazie allo sdoppiamento della realtà, crea un mondo riflesso. Gilbert Durand nota come l'acqua sembri costituire lo specchio originario. Questa proprietà riflettente, tuttavia, è una caratteristica propria solo dell'acqua lustrale, dell'acqua cristallina, la cui limpidezza ha, nell'interpretazione simbolica di Durand, ruolo purificatore, mentre l'acqua nera ha un valore opposto. L'elemento acqua, infatti, e, come riconosce Bachelard, di natura ambivalente.
- L'isola: l'isola è un elemento molto presente all'interno del romanzo: l'isola dovrebbe essere il luogo del rifugio e della protezione, ma nel romanzo diventa un luogo di paura e di mistero, nel quale Pascalet si sente in pericolo in quanto non sa cosa gli potrà accadere se i caraques, un'etnia straniera, lo vedranno. L'isola è quindi il luogo opposto alla casa familiare, dove il protagonista si sente al sicuro.

- Amicizia maschile: Pascalet grazie all'incontro con Gatzo, un bambino bello, robusto, di carnagione scura al contrario di Pascalet, scopre una nuova forma di affetto che non conosceva, l'amicizia: l'unica forma di affetto da lui conosciuta era quella dell'affetto familiare. Gatzo è molto importante per Pascalet perché è coraggioso e fa cose che Pascalet non farebbe mai, come ad esempio il tuffarsi dalla barca, ed è un ragazzo ribelle. Gatzo diventa il simbolo guida di Pascalet e grazie a lui scopre a sua volta l'amicizia e la fraternità.

- Narrazione del romanzo in prima persona.